# Blumova taksonomija
Blumova taksonomija predstavlja klasifikaciju nivoa učenja. Razvio je američki psiholog Bendžamin Blum 1956. godine na osnovu analize intelektualnih ponašanja pomoću kojih učenici stiču znanja. Postoje tri domena obrazovanja, odnosno načina usvajanja znanja:kognitivni domen - usvajanje znanja; afektivni domen-stavovi, vrednosti i interesovanja; psihomotorni domen-veštine.
Svaki od ovih domena ima svoje nivoe usvajanja informacija. U okviru svakog domena definisane su potkategorije.

## Potkategorije
U okviru kognitivnog domena razvrstane su sledeće potkategorije počev od najjednostavnije (ponavljanje činjenica) do najsloženije (evaluacije). Svaka od ove potkategorije nosi određene glagole na osnovu kojih se definiše nivo usvajanja znanja.
- Znanje: pamti prethodno naučeni sadržaj - definišu ga glagoli: citirati, definisati, numerisati, identifikovati, navesti, locirati, podesiti, imenovati...
- Razumevanje: ovladava značenjem sadržaja - definišu ga glagoli: postizati, artikulisati, razjasniti, označiti, opisati, objasniti, konvertovati...
- Primena: koristi naučeno u novim i konkretnim situacijama - definišu ga glagoli: utvrditi, prilagoditi, primeniti, imenovati, računati, sprovoditi, sklopiti, demonstrirati...
- Analiza: razume sadržaj i strukturu materijala - analizirati, raščlaniti, uspostaviti uzajamni odnos, detektovati, razlikovati...
- Sinteza: formuliše i gradi nove strukture od postojećih znanja i veština - definišu ga glagoli: utvrditi, sklopiti, kreirati, obraditi, razviti, dizajnirati...
- Evaluacija: prosuđuje o vrednosti sadržaja za datu svrhu - definišu ga glagoli: oživeti, oceniti, zaključiti, kritikovati, prikazati, opravdati, bodovati, verifikovati...[2]